# Valérie Forgues
Pour les articles homonymes, voir Forgues.
Valérie Forgues, née en 1978 à Château-Richer, dans la Côté-de-Beaupré, est une poète et romancière québécoise,.

## Biographie
Valérie Forgues, originaire de la Côté-de-Beaupré dans la région de la Capitale-Nationale, vit à Québec. Elle a étudié en création littéraire et théâtre à l'Université Laval et elle détient une maîtrise en études littéraires sous la direction d'Alain Beaulieu,,.
Son mémoire s'intitule «Adèle encore une fois, roman : suivi de Relations fraternelles et quête identitaire dans trois romans québécois contemporains : L'enfant migrateur (Aude), Après la nuit rouge (Christiane Frenette), Les yeux bleus de Mistassini (Jacques Poulin)».
En plus d'écrire de la fiction et de la poésie, elle est aussi bibliothécaire à la Maison de la littérature à Québec,,.
En poésie, elle fait paraître plusieurs titres dont Une robe pour la chasse (Le Lézard amoureux, 2015), Jeanne forever en collaboration avec Stéphanie Filion (Le lézard amoureux, 2015) ainsi que Radiale (Le Lézard amoureux, 2021),,,,.
Comme romancière, elle publie Adèle encore une fois (De Courberon, 2010) ainsi que Janvier tous les jours (Hamac, 2017).
Active sur la scène littéraire québécoise, elle participe, tant au Québec qu'à l'international, à de nombreux événements littéraires tels que des lectures publiques, des spectacles littéraires ainsi que des projets de médiation culturelle. Elle participe notamment au festival international Nuit de la poésie de Curtea de Arges en 2010 (Roumanie). Elle représente également le Québec aux Jeux de la Francophonie en 2009 (Beyrouth),,.
Valérie Forgues est récipiendaire de la mention du Prix Alphonse-Piché (2009).
En 2019, elle est finaliste pour le Prix de poésie Radio-Canada.

## Œuvres

### Poésie
- L'autre saison, Sainte-Foy, Éditions du Sablier, 2007, 75 p.  (ISBN 9782980826047)
- La chute, Saint-Patrice-de-Beaurivage, De Courberon, 2008, 59 p.  (ISBN 9782922930115)
- Une robe pour la chasse, Montréal, Le Lézard amoureux, 2015, 63 p.  (ISBN 9782923398303)
- Jeanne forever, avec Stéphanie Filion, Montréal, Le Lézard amoureux, 2018, 109 p.  (ISBN 9782923398532)
- Radiale, Montréal, Le Lézard amoureux, 2021, 64 p.  (ISBN 9782923398891)

### Roman
- Adèle encore une fois, Saint-Patrice-de-Beaurivage, De Courberon, 2010, 168 p.  (ISBN 9782922930184)
- Janvier tous les jours, Québec, Hamac, 2017, 153 p.  (ISBN 9782894488843)

### Essai narratif
- Un choix d'amour, Montréal, Éditions Triptyques, 2023, 169 p.  (ISBN 978289801-2020)

## Prix et honneurs
- 2007 - Mention : Concours intercollégial de poésie[16]
- 2008 - Récipiendaire : concours Pleins yeux sur la nouvelle, Société littéraire de Charlesbourg (pour Des pas dans la neige)[17]
- 2009 - Mention : Prix Alphonse-Piché (pour Ce qui se pose)[7]
- 2011 - Récipiendaire : Le prix de la poésie, Fondation lavalloise des lettres (pour Il y aura de l'eau)[14],[18]
- 2019 - Finaliste : Prix de poésie Radio-Canada (pour Feu)[2]
- 2024 - Finaliste : Prix littéraire de la Ville de Québec - Littérature adulte (pour Un choix d'amour)[19]